# 大澤一生
大澤 一生（おおさわ かずお）は、日本のドキュメンタリー映画制作者。日本映画学校（現・日本映画大学）映像科17期卒業。

## 来歴・人物
ドラッグストア勤務後、日本映画学校（現・日本映画大学）に入学し、ドキュメンタリーの製作を学ぶ。
ドキュメンタリー作家たちと共に作品を勢力的に製作。プロデューサーにとどまらず、作品によっては編集、構成、配給宣伝等にも携わる。

## 主なプロデュース作品
- 『バックドロップ・クルディスタン』（プロデューサー・撮影・編集・2008年）
- 『アヒルの子』（プロデューサー・編集・2010年）
- 『9月11日』（プロデューサー・撮影・2010年）
- 『隣る人』（プロデューサー・撮影・構成・2012年）
- 『ドキュメンタリー映画 １００万回生きたねこ』（プロデューサー・構成・2012年）
- 『ドコニモイケナイ』（プロデューサー・構成・2012年）
- 『いわきノート』（ラインプロデューサー・2014年）
- 『東京自転車節』（プロデューサー・構成・2021年）

## 主なスタッフ参加作品
- 『花と兵隊』（編集協力・2009年）
- 『LINE』（配給・2010年）
- 『ただいま　それぞれの居場所』（録音・2010年）
- 『無情素描』（編集協力・2011年）
- 『－×－』（宣伝協力・2011年）
- 『ＮＯ ＮＡＭＥ ＦＩＬＭＳ』（宣伝・2011年）
- 『相馬看花　第一部：奪われた土地の記憶』（編集協力・2012年）
- 『祭の馬』（構成協力・2013年）
- 『わたしたちに許された特別な時間の終わり』（配給・2013年）